# Talikkulam
Talikkulam es una ciudad censal situada en el distrito de Thrissur en el estado de Kerala (India). Su población es de 25507 habitantes (2011). Se encuentra a 19 km de Thrissur y a 65 km de Cochín.

## Demografía
Según el censo de 2011 la población de Talikkulam  era de 25507habitantes, de los cuales 11512 eran hombres y 13995 eran mujeres. Talikkulam tiene una tasa media de alfabetización del 93,69%, superior a la media estatal del 94%: la alfabetización masculina es del 95,29%, y la alfabetización femenina del 92,42%.